# Telstar 19V
Telstar 19V (Telstar 19 Vantage) ist ein kommerzieller Kommunikationssatellit der Telesat Canada.
Er wurde am 22. Juli 2018 um 5:50 UTC mit einer Falcon-9-Block-5-Trägerrakete vom Raketenstartplatz Space Launch Complex 40 in eine geostationäre Übergangsbahn gebracht. Der Satellit trennte sich 33 Minuten nach Start von der Rakete.
Der dreiachsenstabilisierte Satellit ist mit Ku-Band- und Ka-Band-Transpondern ausgerüstet und soll von der Position 63° West aus den Nordosten Nordamerikas, Teile von Süd- und Mittelamerika sowie für den Atlantik und die Karibik mit Telekommunikationsdienstleistungen versorgen. Er wurde auf Basis des Satellitenbusses SSL-1300 der Space Systems Loral gebaut und besitzt eine geplante Lebensdauer von 15 Jahren.